# Лука Ілич
Лука Ілич (серб. Лука Илић, нар. 2 липня 1999, Ниш, Сербія) — сербський футболіст, атакувальний півзахисник белградської «Црвени Звезди» та національної збірної Сербії.

## Ігрова кар'єра

### Клубна
Лука Ілич народився у місті Ниш і займатися футболом почав в юнацьких командах місцевих клубів. У 2014 році футболіст приєднався до юнацької команди столичного клубу «Црвена Звезда». У листопаді 2015 року Ілич дебютував у першій команді в товариському матчі. Перед сезоном 2016/17 його включили до першої команди клубу. У лютому 2016 року Ілич підписав з «Црвеною Звездою» перший професійний контракт. Перша офіційна гра Ілича в основі відбулася 6 липня 2017 року у матчі кваліфікації Ліги Європи.
А вже через кілька днів контракт Ілича викупив англійський «Манчестер Сіті», але згідно з умовами угоди, футболіст ще на один сезон залишався у складі «Црвени Звезди» на правах оренди. 13 серпня 2017 року Ілич провів першу гру в чемпіонаті Сербії.
Згодом, не мавши ігрової практики у складі «Манчестер Сіті», Ілич і далі грав в оренді. Він грав у нідерландських клубах НАК «Бреда» та «Твенте». У січні 2022 року контракт гравця викупив французький клуб «Труа». Угоду уклали до літа 2024 року. Сезон 2022/23 Ілич також провів в оренді — в сербському клубі «Бачка Топола».
По завершенню терміну контракту з «Труа», Ілич на правах вільного агента повернувся до свого першого клубу — до «Црвени Звезди».

### Збірна
У 2016 році в складі збірної Сербії (U-17) Лука Ілич брав участь у юнацькому чемпіонаті Європи, що проходив в Азербайджані. На турнірі футболіст провів два матчі.
25 січня 2023 року в товариському матчі проти команди США Лука Ілич дебютував у складі національної збірної Сербії і відзначився забитим голом.

## Титули
Црвена Звезда
 Чемпіон Сербії: 2017/18, 2024/25
 Володар Кубка Сербії: 2024/25
Індивідуальні
- Гравець сезону в Сербській Суперлізі: 2022/23[15]